# 尹錫悅政府
尹錫悅政府（韩语：／ Yun Seokyeol Jeongbu）是2022年5月10日至2025年4月4日由第20任韓國總統尹锡悦所領導的第六共和國第八屆大韩民国政府。幾乎無政治經驗的國民力量候選人尹锡悦以20餘萬票的極小差距險勝共同民主党候選人李在明，當選新任總統。2024年12月14日因尹锡悦弹劾案表决通过，尹锡悦总统职务立即停止，韩国国务总理韩悳洙担任代理总统，主持国务会议。2024年12月27日，国会通过韩悳洙弹劾案，崔相穆担任代理总统兼代理总理。2025年3月24日，宪法法院否决弹劾案，韩悳洙复职。4月4日，宪法法院裁定罢免尹锡悦，韩悳洙继续代理总统职务。5月1日，韩悳洙宣布辭職，由李周浩代理總統職務。

## 政府人事

### 總統室
| 職務           | 肖像 | 姓名   | 任職期間      | 任職期間       | 所屬政黨 |
| 職務           | 肖像 | 姓名   | 到任時間      | 卸任時間       | 所屬政黨 |
| -------------- | ---- | ------ | ------------- | -------------- | -------- |
| 总统秘书室长   |      | 金大棋 | 2022年5月10日 | 2023年12月28日 | 無黨籍   |
| 总统秘书室长   |      | 李官燮 | 2024年1月1日  | 2024年4月22日  | 無黨籍   |
| 总统秘书室长   |      | 郑镇硕 | 2024年4月22日 | 2025年6月4日   | 無黨籍   |
| 政務首席秘書官 |      | 李振福 | 2022年5月10日 | 2023年11月30日 | 無黨籍   |
| 政務首席秘書官 |      | 韓午燮 | 2023年12月1日 | 2024年4月22日  | 無黨籍   |
| 政務首席秘書官 |      | 洪哲浩 | 2024年4月22日 | 2025年6月4日   | 無黨籍   |
| 國家安保室室長 |      | 金圣翰 | 2022年5月10日 | 2023年3月29日  | 無黨籍   |
| 國家安保室室長 |      | 赵太庸 | 2023年3月30日 | 2023年12月31日 | 無黨籍   |
| 國家安保室室長 |      | 張虎鎭 | 2024年1月1日  | 2024年8月12日  | 無黨籍   |
| 國家安保室室長 |      | 申源湜 | 2024年8月12日 | 2025年6月4日   | 無黨籍   |
| 國家情報院院長 |      | 金奎顯 | 2022年5月26日 | 2023年11月26日 | 國民力量 |
| 國家情報院院長 |      | 赵太庸 | 2024年1月16日 | 2025年6月4日   | 國民力量 |

### 國務總理
| 內閣 次序 | 總理肖像 | 總理姓名       | 任职期間              | 任职期間               | 任职期間 | 所屬政黨 |
| 內閣 次序 | 總理肖像 | 總理姓名       | 到任時間              | 卸任時間               | 任期時間 | 所屬政黨 |
| --------- | -------- | -------------- | --------------------- | ---------------------- | -------- | -------- |
| 1         |          | 秋庆镐（代理） | 2022年5月12日         | 2022年5月20日          | 8天      | 國民力量 |
| 1         |          | 韩悳洙         | 2022年5月21日         | 2024年12月27日（停职） | 2年220天 | 無黨籍   |
| 2         |          | 崔相穆（代理） | 2024年12月27日        | 2025年3月24日          | 87天     | 無黨籍   |
| 1         |          | 韩悳洙         | 2025年3月24日（复职） | 2025年5月2日           | 39天     | 無黨籍   |
| 1         |          | 李周浩（代理） | 2025年5月2日          | 2025年7月3日           | 62天     | 無黨籍   |

### 內閣
| 職務                        | 姓名            | 肖像 | 任職期間              | 任職期間                             | 所屬政黨 |
| 職務                        | 姓名            | 肖像 | 到任時間              | 卸任時間                             | 所屬政黨 |
| --------------------------- | --------------- | ---- | --------------------- | ------------------------------------ | -------- |
| 經濟副總理兼 企劃財政部部長 | 秋慶鎬          |      | 2022年5月10日         | 2023年12月29日                       | 國民力量 |
| 經濟副總理兼 企劃財政部部長 | 崔相穆          |      | 2023年12月29日        | 2025年5月1日                         | 無黨籍   |
| 經濟副總理兼 企劃財政部部長 | 金范锡 （代理） |      | 2025年5月1日          | 2025年6月10日                        | 無黨籍   |
| 社會副總理兼 教育部部長     | 朴順愛          |      | 2022年7月4日          | 2022年8月9日                         | 無黨籍   |
| 社會副總理兼 教育部部長     | 張商允（代理）  |      | 2022年8月9日          | 2022年11月7日                        | 無黨籍   |
| 社會副總理兼 教育部部長     | 李周浩          |      | 2022年11月7日         | 2025年7月29日                        | 無黨籍   |
| 科學技術情報通信部部長      | 李宗昊          |      | 2022年5月10日         | 2024年8月16日                        | 無黨籍   |
| 科學技術情報通信部部長      | 刘相任          |      | 2024年8月16日         | 2025年7月16日                        | 無黨籍   |
| 外交部部長                  | 朴振            |      | 2022年5月12日         | 2024年1月9日                         | 國民力量 |
| 外交部部長                  | 趙兌烈          |      | 2024年1月10日         | 2025年7月18日                        | 無黨籍   |
| 統一部部長                  | 權寧世          |      | 2022年5月10日         | 2023年7月28日                        | 國民力量 |
| 統一部部長                  | 金暎浩          |      | 2023年7月28日         | 2025年7月25日                        | 無黨籍   |
| 法務部部長                  | 韓東勳          |      | 2022年5月17日         | 2024年1月19日                        | 無黨籍   |
| 法務部部長                  | 朴性載          |      | 2024年2月20日         | 2024年12月12日（停职）               | 無黨籍   |
| 法務部部長                  | 金錫佑（代理）  |      | 2024年12月12日        | 2025年4月10日                        | 無黨籍   |
| 法務部部長                  | 朴性載          |      | 2025年4月10日（复职） | 2025年6月4日                         | 無黨籍   |
| 國防部部長                  | 李鐘燮          |      | 2022年5月10日         | 2023年10月7日                        | 無黨籍   |
| 國防部部長                  | 申源湜          |      | 2023年10月7日         | 2024年9月6日                         | 國民力量 |
| 國防部部長                  | 金龙显          |      | 2024年9月6日          | 2024年12月5日                        | 無黨籍   |
| 國防部部長                  | 金善镐（代理）  |      | 2024年12月5日         | 2025年6月26日                        | 無黨籍   |
| 行政安全部部長              | 李祥敏          |      | 2022年5月12日         | 2023年2月8日（停职）                 | 無黨籍   |
| 行政安全部部長              | 韩昌燮（代理）  |      | 2023年2月8日          | 2023年7月25日                        | 國民力量 |
| 行政安全部部長              | 李祥敏          |      | 2023年7月25日         | 2024年12月8日                        | 無黨籍   |
| 行政安全部部長              | 高绮童（代理）  |      | 2024年12月8日         | 2025年6月20日                        | 無黨籍   |
| 國家報勳部部長              | 朴敏植          |      | 2023年6月5日          | 2023年12月25日                       | 無黨籍   |
| 國家報勳部部長              | 姜貞愛          |      | 2023年12月26日        | 2025年7月25日                        | 無黨籍   |
| 文化體育觀光部部長          | 朴普均          |      | 2022年5月13日         | 2023年10月7日                        | 無黨籍   |
| 文化體育觀光部部長          | 柳仁村          |      | 2023年10月7日         | 2025年7月31日                        | 無黨籍   |
| 農林畜產食品部部長          | 鄭煌根          |      | 2022年5月10日         | 2023年12月29日                       | 無黨籍   |
| 農林畜產食品部部長          | 宋美玲          |      | 2023年12月29日        | 2025年6月23日 确定留任李在明政府部长 | 無黨籍   |
| 產業通商資源部部長          | 李昌洋          |      | 2022年5月12日         | 2023年9月19日                        | 無黨籍   |
| 產業通商資源部部長          | 方文圭          |      | 2023年9月20日         | 2024年1月4日                         | 無黨籍   |
| 產業通商資源部部長          | 安德根          |      | 2024年1月4日          | 2025年7月18日                        | 無黨籍   |
| 保健福祉部部長              | 曹圭鴻          |      | 2022年10月4日         | 2025年7月21日                        | 無黨籍   |
| 環境部部長                  | 韓和眞          |      | 2022年5月10日         | 2024年7月25日                        | 無黨籍   |
| 環境部部長                  | 金琓燮          |      | 2024年7月25日         | 2025年7月21日                        | 國民力量 |
| 僱傭勞動部部長              | 李正植          |      | 2022年5月10日         | 2024年8月30日                        | 無黨籍   |
| 僱傭勞動部部長              | 金文洙          |      | 2024年8月30日         | 2025年4月8日                         | 國民力量 |
| 僱傭勞動部部長              | 金敏锡（代理）  |      | 2025年4月8日          | 2025年6月26日                        | 無黨籍   |
| 女性家族部部長              | 金賢淑          |      | 2022年5月17日         | 2024年2月22日                        | 無黨籍   |
| 女性家族部部長              | 申英淑（代理）  |      | 2024年2月22日         | 现任                                 | 無黨籍   |
| 國土交通部部長              | 元喜龍          |      | 2022年5月13日         | 2023年12月22日                       | 國民力量 |
| 國土交通部部長              | 朴庠禹          |      | 2023年12月23日        | 2025年7月29日                        | 無黨籍   |
| 海洋水產部部長              | 趙承煥          |      | 2022年5月10日         | 2023年12月29日                       | 國民力量 |
| 海洋水產部部長              | 康徒衡          |      | 2023年12月29日        | 2025年7月23日                        | 無黨籍   |
| 中小风险企业部部長          | 李永            |      | 2022年5月12日         | 2023年12月29日                       | 國民力量 |
| 中小风险企业部部長          | 吳姈姝          |      | 2023年12月29日        | 2025年7月23日                        | 無黨籍   |

## 任內施政

### 開放青瓦臺
尹锡悦在就任前提出將總統辦公室從青瓦臺搬離至龍山區國防部的構想，並開放民眾參觀青瓦臺，並於上任首日即兌現承諾。

### 廢除女性家族部
尹錫悅在選前提出欲廢除女性家族部的政見，其提名的首任女性家族部部長金賢淑於國會聽證程序答詢時也持相同立場；但由於該政見爭議過大，且國會係由反對黨共同民主党占多數，因此最终未能成功施行。

### 新政特赦
尹政府上任後已進行兩次特赦和減刑、復權，其中爭議甚大的商界人士包括三星集团副會長李在鎔和樂天集團會長辛東彬；雖然特赦財閥在韓國國內極具爭議，但時任法务部部長韓東勳直言「由於急需解決國家經濟危機，我們謹慎挑選多名商業人士特赦，讓他們能透過科技投資和創造就業機會帶領經濟成長」。至於同樣受到矚目的政界名單，則有同屬保守派陣營的前總統李明博、朴槿惠時期的國情院長李丙琪、李炳浩等高官，以及進步派陣營的前慶尚南道知事金慶洙。

### 外交政策
尹錫悅選前即拋出「親美」的外交政見，在電視政見辯論會中批評文在寅政府過於親北、親中，表示若當選將致力恢復韓美關係。尹政府就任後，最初於2022年美國眾議院議長裴洛西亞洲行期間仍一度迴避不見，對於拜登政府提倡的「晶片四方聯盟」也遲遲不肯表態，似乎仍想維持等距外交。然而2023年伊始，尹政府開始加大對美國防、經濟合作力度，並與美國政府達成美方重新在韓佈署核子動力潛艇以換取韓方繼續維持不發展核武的共識，被視為美韓關係的重要里程碑；同時也向對北韓展現強硬態度，增加美韓聯合軍演的規模與次數回應其發射弹道导弹，不若文在寅政府時期的懷柔政策。
而在臺灣問題上，文政府雖然打破慣例首度表態，但多被解讀為配合美国印太戰略，僅表態關注台海和平而已以避免得罪中国；尹政府除延續前朝立場外，更清晰表台海問題與朝鮮半島問題一樣屬於全球性問題，並反對片面改變現狀。即使遭到北京的強烈反彈，尹政府也罕見地公開回擊、甚至召見大使抗議，顯見其在美中兩大強權間確實已逐步靠向華府一方，不再如同過去般順從北京的期望。此外，尹政府也仿效美國、法国、英国等G7大國，於2022年首度提出首爾版本的「印太戰略報告」。
在對日關係方面，尹政府則一改前朝大打貿易戰和反日情緒等作為，迅速修復韓日關係，主動提出二戰期間朝鮮「徵用工問題」的解決方案，並破天荒的表示「不認為日本應該為百年前的歷史悲劇下跪道歉」，使兩國關係大幅改善，並終結了前朝開啟的對峙僵局。輿論認為，促使韓國放下歷史成見的關鍵在於兩國現在面對共同的敵人（北韓和中国），迫使尹政府積極修復韓日關係、加大合作力度，以便與美國一同抗衡新的威脅。

### 戒嚴与总统彈劾案
2024年12月3日夜間10時，尹錫悅總統以反對黨涉嫌勾結北韓勢力阻擋政府預算、人事案審查及阻礙政府施政構成妨害自由民主憲政秩序為由，無預警突然宣布實施緊急戒嚴，禁止所有议会活動與政治集會，成為南韓自民主化以來的首次戒嚴。戒嚴令發佈後隨即遭到反對黨抵制，執政黨黨魁韓東勳亦聲明不支持，戒嚴部隊在韩国国会成功召集議員開會並表決解除戒嚴後，尹總統於清晨4時許宣佈解嚴後離開國會議事堂。此次短暫戒嚴造成韓圓重貶、韓國股市跌幅逾2%，並引起美国、日本等盟友高度關注，駐韓美軍未有動作但美国国务院表態支持尹總統解除戒嚴；國內情勢則因此次風波導致總統室高階幕僚、國防部長等集體請辭，尹錫悅也面臨國會彈劾。2024年12月14日因尹锡悦弹劾案表决通过，尹锡悦总统职务立即停止。